# ناتوار سینگ
ناتوار سینگ (انگلیسی: Natwar Singh; ۱۶ مهٔ ۱۹۲۹ – ۱۰ اوت ۲۰۲۴) سیاستمدار اهل هند بود. وی از ۲۲ مه ۲۰۰۴ تا ۶ دسامبر ۲۰۰۵ وزیر امور خارجه این کشور بود.
ناتوار سینگ در ۱۰ اوت ۲۰۲۴، بعد از یک دوره طولانی بیماری در سن ۹۵ سالگی درگذشت.